# Acanthodactylus orientalis
Espèce
Synonymes
- Acanthodactylus tristrami iracensis Schmidt, 1939
- Acanthodactylus tristrami orientalis Angel, 1936

Statut de conservation UICN

 LC  : Préoccupation mineure
Acanthodactylus orientalis est une espèce de sauriens de la famille des Lacertidae.

## Répartition
Cette espèce se rencontre en Irak et en Syrie.

## Publication originale
- Angel, 1936 : Reptiles et batraciens de Syrie et de Mésopotamie récoltés (part.) M.P. Pallary. Bulletin de l'Institut d'Égypte vol. 18, p. 107-116